# Dasysphaera hyposericea
Dasysphaera hyposericea är en amarantväxtart som först beskrevs av Emilio Chiovenda, och fick sitt nu gällande namn av C. C. Towns.. Dasysphaera hyposericea ingår i släktet Dasysphaera, och familjen amarantväxter. Inga underarter finns listade i Catalogue of Life.